# جون ماكاولي بالمر
جون ماكاولي بالمر (بالإنجليزية: John McAuley Palmer)‏ هو كاتب أمريكي، ولد في 23 أبريل 1870 في كارلينفيل في الولايات المتحدة، وتوفي في 26 أكتوبر 1955 في واشنطن العاصمة في الولايات المتحدة.